# AFM Church of God
AFM Church of God är en amerikansk, icke-trinitarisk pingstkyrka, bildad 9 oktober 1915 av biskop F W Williams och andra avhoppare från Apostolic Faith Mission (AFM).